# Gouvernement Lindman II
Gouvernement du royaume de Suède
Ekman I Ekman II
Le gouvernement Lindman II est à la tête du royaume de Suède de 1928 à 1930.

## Composition
- Ministre d'État : Arvid Lindman
- Ministre de la Justice : Georg Bissmark
- Ministre des Affaires étrangères : Ernst Trygger
- Ministre de la Défense : Harald Malmberg
- Ministre des Affaires sociales : Sven Lübeck
- Ministre des Communications : Theodor Borell
- Ministre des Finances : Nils Wohlin jusqu'au 10 juin 1929, puis Adolf Dahl
- Ministre des Affaires ecclésiastiques : Claes Lindskog
- Ministre de l'Agriculture : Johan Bernhard Johansson
- Ministre du Commerce extérieur : Vilhelm Lundvik
- Ministre sans portefeuille : August Beskow
- Ministre sans portefeuille : Nils Vult von Steyern